# Niksergievita
La niksergievita és un mineral de la classe dels silicats. Rep el nom en honor del geòleg Nikolai Grigorievich Sergiev (Николай Григорьевич Сергиев) (Vyatka, Imperi Rus, 23 d'abril de 1901 – Alma-Ata, URSS, 26 d'agost de 1960), per les seves contribucions a la geologia del Kazakhstan. Va ser professor al departament de cristal·lografia, mineralogia i petrografia de l'Institut Politecnic de Kazakh.

## Característiques
La niksergievita és un silicat de fórmula química (Ba,Ca)₂Al₃(AlSi₃O10)(CO₃)(OH)₆·nH₂O. Va ser aprovada com a espècie vàlida per l'Associació Mineralògica Internacional l'any 2002, i la primera publicació data del 2005. Cristal·litza en el sistema monoclínic. La seva duresa a l'escala de Mohs es troba entre 1 i 1,5.
Segons la classificació de Nickel-Strunz, la niksergievita pertany a «09.EC - Fil·losilicats amb plans de mica, compostos per xarxes tetraèdriques i octaèdriques» juntament amb els següents minerals: minnesotaïta, talc, wil·lemseïta, ferripirofil·lita, pirofil·lita, boromoscovita, celadonita, chernykhita, montdorita, moscovita, nanpingita, paragonita, roscoelita, tobelita, aluminoceladonita, cromofil·lita, ferroaluminoceladonita, ferroceladonita, cromoceladonita, tainiolita, ganterita, annita, ephesita, hendricksita, masutomilita, norrishita, flogopita, polilitionita, preiswerkita, siderofil·lita, tetraferriflogopita, fluorotetraferriflogopita, wonesita, eastonita, tetraferriannita, trilitionita, fluorannita, xirokxinita, shirozulita, sokolovaïta, aspidolita, fluoroflogopita, suhailita, yangzhumingita, orlovita, oxiflogopita, brammal·lita, margarita, anandita, bityita, clintonita, kinoshitalita, ferrokinoshitalita, oxikinoshitalita, fluorokinoshitalita, beidel·lita, kurumsakita, montmoril·lonita, nontronita, volkonskoïta, yakhontovita, hectorita, saponita, sauconita, spadaïta, stevensita, swinefordita, zincsilita, ferrosaponita, vermiculita, baileyclor, chamosita, clinoclor, cookeïta, franklinfurnaceïta, gonyerita, nimita, ortochamosita, pennantita, sudoïta, donbassita, glagolevita, borocookeïta, aliettita, corrensita, dozyïta, hidrobiotita, karpinskita, kulkeïta, lunijianlaïta, rectorita, saliotita, tosudita, brinrobertsita, macaulayita, burckhardtita, ferrisurita, surita i kegelita.

## Formació i jaciments
Va ser descoberta a la mina de plom i zinc de Tekeli, una localitat situada a la província d'Almati, al Kazakhstan. Es tracta de l'únic indret de tot el planeta on ha estat descrita aquesta espècie mineral.